# Civens
Civens is een gemeente in het Franse departement Loire (regio Auvergne-Rhône-Alpes) en telt 1129 inwoners (1999). De plaats maakt deel uit van het arrondissement Montbrison.

## Geografie
De oppervlakte van Civens bedraagt 13,1 km², de bevolkingsdichtheid is 86,2 inwoners per km².
De onderstaande kaart toont de ligging van Civens met de belangrijkste infrastructuur en aangrenzende gemeenten.

## Demografie
Onderstaande figuur toont het verloop van het inwonertal (bron: INSEE-tellingen).